# The Prophet (film 2011)
The Prophet è un film del 2011 diretto da Gary Tarn, presentato al Copenhagen International Film Festival il 9 novembre 2011. In Italia è invece apparso al Festivaletteratura di Mantova nel 2012.

## Produzione
Il film è una narrazione presa direttamente da testo del poeta e scrittore libanese Khalil Gibran, tale narrazione è sostenuta dall'attrice Thandie Newton.

### Concepimento del film
L'idea di fare un film tratto dal capolavoro di Khalil Gibran, Il profeta, balenò immediatamente al regista allorquando finì di leggerne una copia prestata da un amico, sebbene avesse sulla sua libreria un'altra copia mai letta. Gary Tarn capì che: «Il libro sembra avere le parole appropriate per i grandi momenti della vita, eppure li dice sottovoce, e la popolarità continua de Il profeta indica che tocca molte persone profondamente».
Inizialmente la voce narrante era stata pensata per un uomo, ma successivamente il regista, non trovandone una adatta, pensò d'affidare il compito ad una voce femminile, trovando tale idea da un film di Angelina Jolie  che inizialmente era stato scritto per un uomo. La voce scelta fu quella di Thandie Newton.

### Riprese
Le riprese iniziarono a Beirut, città di Gibran, nel 2006, poco dopo gli scontri fra gli israeliani e il Libano, per questo, al fine di non essere arrestato, Gary Tarn dovette riprendere le immagini da dentro un taxi con i finestrini oscurati, cosa che determinò una certa colorazione a queste parti del film. Il proseguimento del lavoro non continuò in modo sistematico, bensì a balzi. Alla fine le immagini e le sequenze raccolte provenivano, oltre che dal già citato Libano (Beirut, Bsharri, Saida), dalla Serbia (Belgrado), dall'Italia (Milano, Lago di Garda), dalla Gran Bretagna (Londra, Wiltshire, Cornovaglia), dagli Stati Uniti (New York, New Bedford), dall'India (Pushkar, Jaipur, Ladakh), da Taiwan (Taichung) e dall'Irlanda (Dublino).